# Barcelos, Amazonas
Barcelos là một đô thị thuộc bang Amazonas, Brasil. Đô thị này có diện tích 122475,73 km², dân số năm 2007 là 24264 người, mật độ 0,2 người/km².